# 알로에

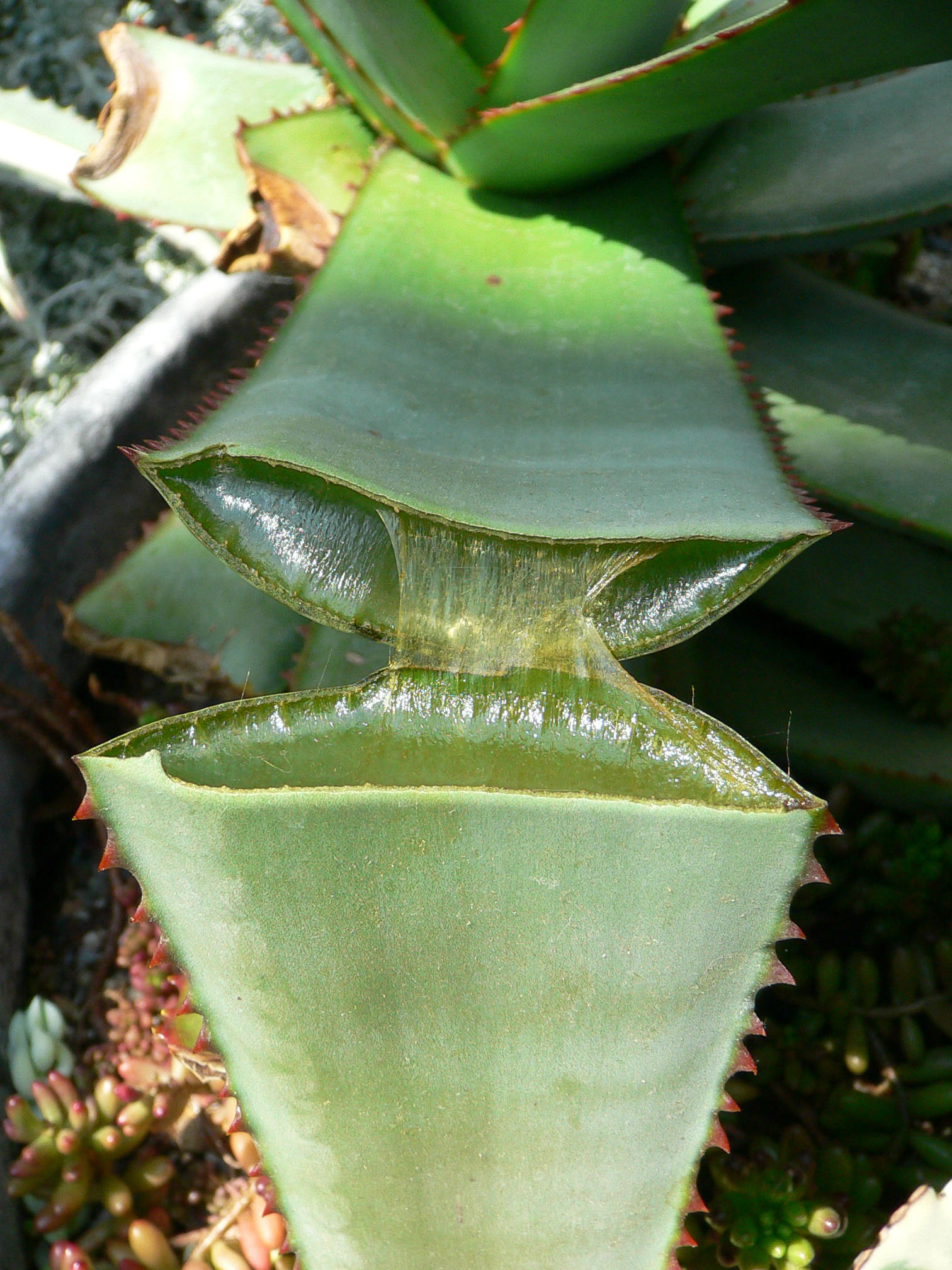
알로에의 단면

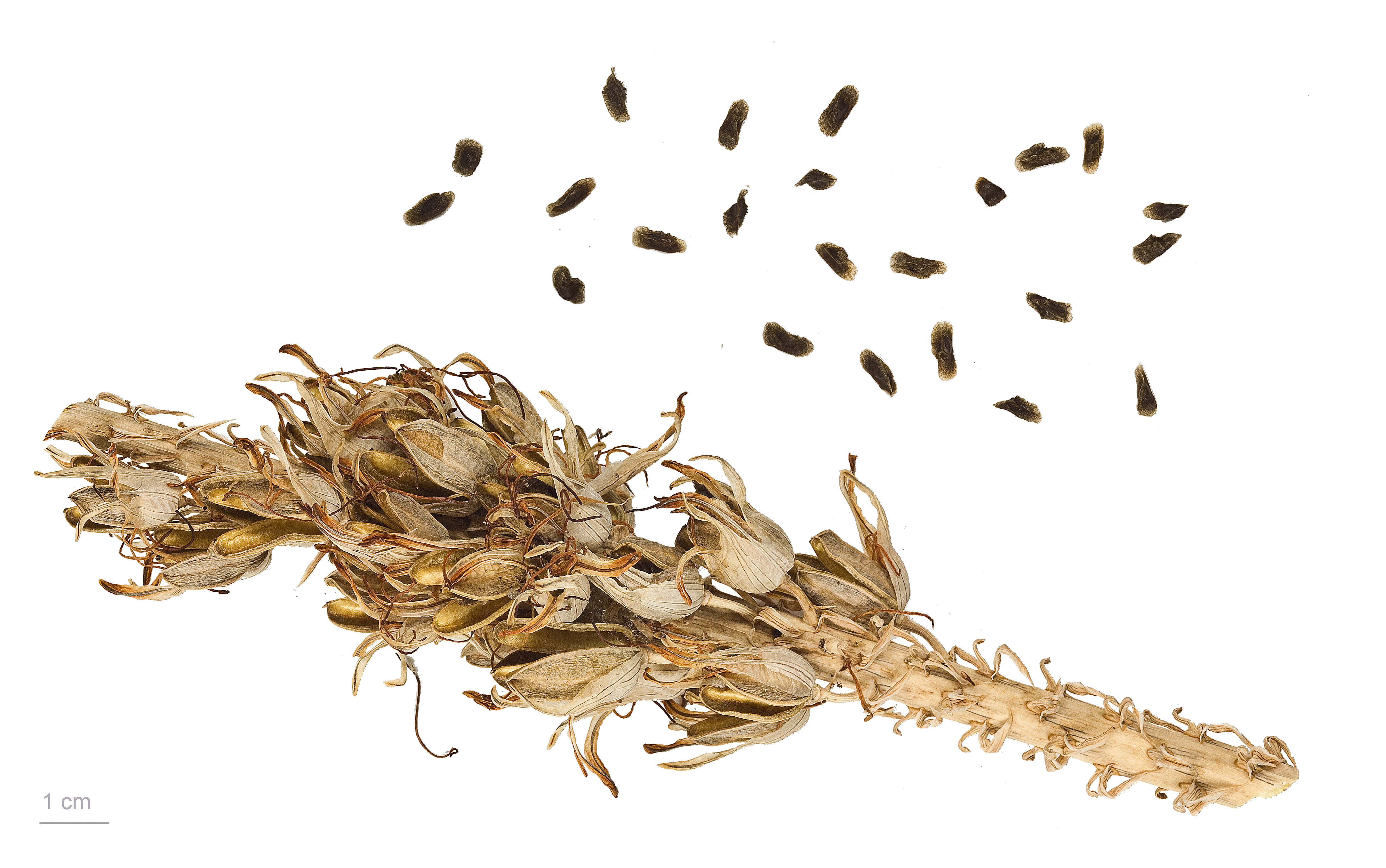
Aloe vera

알로에(Aloe, 영어:  /ælˈoʊi/, /ˈæloʊi, ˈæloʊ/)는 크산토로이아과 알로에속의 여러해살이 다육식물(사막식물)로 노회(蘆薈), 나무노회라고도 하는데, 노회는 알로에의 '로에'를 음차(音借)한 것이다. 중동, 마다가스카르, 아프리카 남부가 원산지로 약 200여 종류가 있다. 이집트·그리스·로마에서는 기원전부터 재배되고 있었다고 한다. 종자 또는 꺾꽂이로 번식하며 소형종은 분재된다. 남북아메리카, 유럽에서는 알로에베라로도 알려진 바베이도스알로에를 재배하는데 이 종류들은 흔히 볼 수 있는 원예 식물이기도 하다.

## 외관
외형은 용설란류(龍舌蘭類)와 매우 비슷한데 꽃이 피면 명료하게 구별된다. 키는 수 센티미터에서 9m 이상까지 자란다. 줄기는 거의 자라지 않는 것과 관목모양으로 자라는 종류가 있다. 꽃은 총상(總狀)꽃차례를 이루어 꽃줄기에 달리고 통모양으로 길이 약2cm이며, 꽃통의 끝은 6갈래로 갈라지고 속에서 6개의 수술이 밖으로 나온다. 암술은 1개이다. 잎은 긴 바소꼴로 끝이 뾰족하며 잎가장자리에 약간 날카로운 가시가 있는 것이 많다. 잎은 다육질이며 잎자루는 없고 줄기에서 어긋난다.

## 용도
잎을 가로로 잘라 그 단면을 밑으로 기울이면 노란색의 즙이 방울져 떨어진다. 이 즙을 모아 햇빛이나 불로 농축시켜 얻은 황갈색·적갈색·검은색의 건조 원액을 앨로라고 하며 약용으로 이용한다. 여기에는 안트론글리코시드인 앨로인, 안트라퀴논에 속하는 앨로에모딘의 글리코시드, 수지(樹脂) 등이 함유되어 있어서 하제(下劑)로서 변비에 쓰이며 통경제(通經劑)에도 배합된다. 소량을 사용하면 강장제가 된다.
한국에서도 널리 재배되며 민간약으로 이용되는 알로에 잎의 즙은 위장병·천식에 내복하거나, 베인 상처, 화상, 터지거나 튼 곳에 외용된다. 진노회는 유럽에서 예로부터 이용되었다.
알로에는 각종 화장품 재료로도 널리 쓰일 뿐 아니라 몇몇 알로에는 섬유질의 잎을 이용하여 밧줄, 어망, 천 따위를 만들기도 한다.

## 기원
고대 이집트의 도시였던 테베 지방의 무덤 속 미라 관에서 고문서를 발견했는데 이 문서에서 미라를 감산 천에 알로에를 사용했다는 기록이 있다.

## 효능
항염증 작용을 하며 껍질을 제외한 겔보다는 껍질을 포함한 경우 그 효능이 더 크다.
항알레르기 작용을 한다.

## 특성
백합과의 알로에 속 여러해살이풀이다. 원산지는 아프리카 대륙이며, 열대와 온대지방에 넓게 자생하고 있다. 생명력이 강하여 잘라내어 일주일 이상 지난 후 심어도 잘 자란다. 늦가을에서 봄 사이에 긴 꽃대가 올라와 노랑 또는 주황색 꽃을 피운다.  흙과 붙어 있는 줄기 부위에서 새끼가 돋아나 포기 번식이 잘 되고 성장이 빠르다.

## 같이 보기
- 대체 암 치료법

## 참고 문헌
1. ↑  최원선, "알로에의 생리활성 및 항산화, 항염증에 관한 연구", 건국대학교 산업대학원 향장학과 석사학위논문 (2008).
2. ↑  Jung, M.H., "Usefulness of Aloe Food", Symposium on Health Foods (1998. 26.), p.15~25., Ro, J.Y. et al., "Inhibitory Mechanism of Aloe Single Component(alprogen) on Mediator Release in Guinea Pig Lung Mast Cells Activated with Specific Antigen-Antibody Reactions", J. Phamacol. Exp. Ther. (2000. 292.), p.114~121.